# Stortjärnen (Anundsjö socken, Ångermanland, 706169-158592)
Stortjärnen är en sjö i Örnsköldsviks kommun i Ångermanland och ingår i Moälvens huvudavrinningsområde.